# Toks Olagundoye
Olatokunbo Olasobunmi Abeke «Toks» Olagundoye (Lagos, Nigeria; 16 de septiembre de 1975) es una actriz nigeriana. Entre sus papeles más conocidos se encuentran la de Jackie Joyner-Kersee en el ABC serie de televisión The Neighbors, también es conocida por su papel de Hayley Shipton en la serie de televisión Castle. También ha aparecido en series de televisión como Law & Order y Switched at Birth.

## Biografía
Olatokunbo Susan Olasobunmi Abeke Olagundoye nació en Lagos, Nigeria, de madre noruega y padre nigeriano. De joven, se educó en Nigeria, Suiza e Inglaterra. Recibió una Licenciatura en Bellas Artes en teatro del Smith College.

## Carrera
Olagundoye hizo su debut en la pantalla tanto en la televisión como en la gran pantalla en 2002; en un episodio de la serie de televisión The Education of Max Bickford; y en la película Brown Sugar más tarde ese mismo año. Apareció junto a Ruby Dee en una producción off-Broadway Saint Lucy's Eyes en abril de 2001, y en 2005 cofundó la compañía de teatro Three Chicks Theatre, que produjo One Nation Under de Andrea Lepcio en 2008. Olagundoye ha sido estrella invitada en Ugly Betty, Law & Order, CSI: NY, Switched at Birth, NCIS: Naval Criminal Investigative Service y Prime Suspect. Sus créditos cinematográficos incluyen A Beautiful Soul, Come Back to Me, Absolute Trust y The Salon.
En 2012 Olagundoye fue elegida como una habitual de la serie de comedia de ABC The Neighbors, interpretando el papel de Jackie Joyner-Kersee hasta que la serie fue cancelada después de dos temporadas en 2014.  Más tarde tuvo papeles protagonistas en los dos pilotos de televisión: Feed Me, junto a Mary-Louise Parker para NBC; y Salem Rogers de Amazon, coprotagonizada con Leslie Bibb. Olagundoye se unió al elenco de la comedia dramática de ABC Castle en 2015 como un personaje recurrente en el papel de Hayley Shipton. 
En 2019 Olagundoye tuvo un papel recurrente en la última temporada de Veep interpretando a la senadora Kemi Talbot.

## Vida personal
El 16 de mayo de 2015, Olagundoye se casó con Sean Quinn, a quien conoció en Twitter, después de varios años de noviazgo. Tienen un hijo juntos.

## Filmografía

### Cine
| Año  | Película                       | Rol                                | Notas                  |
| ---- | ------------------------------ | ---------------------------------- | ---------------------- |
| 2002 | Brown Sugar                    | Asistente de Sidney en Los Ángeles |                        |
| 2005 | The Salon                      | Melocotones                        |                        |
| 2009 | Absolute Trust                 | Kelly                              |                        |
| 2010 | Mom Squad                      | Mom                                | Cortometraje           |
| 2010 | Dorito-hibition!               | Danielle                           | Cortometraje           |
| 2011 | Lo más buscado                 | Quilla operativa                   |                        |
| 2011 | Come Back to Me                | Seritou                            |                        |
| 2011 | La vida comienza en Rewirement | Enfermera                          | Cortometraje           |
| 2012 | A Beatiful Soul                | Theresa Whitaker                   |                        |
| 2012 | Democracia en el trabajo       | Meghan Olive                       |                        |
| 2018 | La muerte de Superman          | Cat Grant (voz)                    | Directo al vídeo       |
| 2018 | Dog Days                       | Nina                               |                        |
| 2018 | Tremors                        | Jessica Florence                   | Película de televisión |
| 2019 | Reign of the Supermen          | Cat Grant (voz)                    | Directo al vídeo       |
| 2019 | Steven Universe: The Movie     | Nanefua Pizza (voz)                | Película de televisión |

### Televisión
| Año             | Serie                         | Rol                                  | Notas                                 |
| --------------- | ----------------------------- | ------------------------------------ | ------------------------------------- |
| 2002            | The Education of Max Bickford | Hannah                               | Episodio: "An Open Book"              |
| 2004            | Law & Order                   | Janette Gardner                      | Episodio: "C.O.D."                    |
| 2006            | 3 lbs                         | Mary                                 | Episodio: "Of Two Minds"              |
| 2008            | Ugly Betty                    | Sales Girl                           | Episodio: "Bad Amanda"                |
| 2010            | Law & Order                   | Claire                               | Episodio: "Blackmail"                 |
| 2010            | CSI: NY                       | Reportera                            | Episodio: "Hide Sight"                |
| 2011            | Switched at Birth             | Profesora de clase de cocina         | Episodio: "The Persistence of Memory" |
| 2011            | NCIS                          | Rebeka Hooper                        | Episodio: "Safe Harbor"               |
| 2011            | Prime Suspect                 | Lucy Martin                          | Episodio: "Wednesday's Child"         |
| 2012 - 2014     | The Neighbors                 | Jackie Joyner-Kersee                 | 44 episodios                          |
| 2014 - 2019     | Steven Universe               | Nanefua (voz)                        | 5 episodios                           |
| 2015            | The Fosters                   | Faith                                | Episodio: "Much Ado About Boimler"    |
| 2015 - 2016     | Castle                        | Hayley Shipton                       | 13 episodios                          |
| 2016            | Vixen                         | Mari's Mother, News Reporter (voces) | 2 episodios                           |
| 2017 - presente | DuckTales                     | Mrs. Beakley, Server (voces)         | Main role                             |
| 2017            | Guardians of the Galaxy       | Ja Kyee Lrurt (voz)                  | Episodio: "Mr. Roboto"                |
| 2017            | The Gifted                    | Carla Jackson                        | Carla Jackson                         |
| 2018            | Modern Family                 | Lucy                                 | Episodio: "CHiPs and Salsa"           |
| 2018            | Dirty John                    |                                      | Episodio: "Remember It Was Me"        |
| 2019            | Carmen Sandiego               | Countess Cleo, The Driver            | Recurring voice role                  |
| 2019            | Veep                          | Kemi Talbot                          | 5 episodios                           |
| 2019            | Crazy Ex-Girlfriend           | Julia                                | 2 episodios                           |
| 2020            | Cleopatra in Space            | Commodore Winifred                   | Episodio: "Parasites"                 |
| 2020            | Star Trek: Lower Decks        | Captain Amina Ramsey                 | Episodio: "Much Ado About Boimler"    |
| 2021            | Castlevania                   | Zamfir                               |                                       |
| 2021            | Arcane                        | Mel Medarda                          |                                       |